# Kalvtjärnarna (Dorotea socken, Lappland, 717978-147533)
Kalvtjärnarna är en sjö i Dorotea kommun i Lappland och ingår i Ångermanälvens huvudavrinningsområde. Sjön har en area på 0,168 kvadratkilometer och ligger 593,9 meter över havet. Kalvtjärnarna ligger i  Kalvtjärnarnas naturreservat och Kalvtjärnarna Natura 2000-område.

## Delavrinningsområde
Kalvtjärnarna ingår i det delavrinningsområde (717989-147631) som SMHI kallar för Utloppet av Kalvtjärnarna. Medelhöjden är 616 meter över havet och ytan är 1,55 kvadratkilometer. Det finns inga avrinningsområden uppströms utan avrinningsområdet är högsta punkten. Vattendraget som avvattnar avrinningsområdet har biflödesordning 3, vilket innebär att vattnet flödar genom totalt 3 vattendrag innan det når havet efter 285 kilometer. Avrinningsområdet består mestadels av skog (66 procent) och sankmarker (23 procent). Avrinningsområdet har 0,17 kvadratkilometer vattenytor vilket ger det en sjöprocent på 11 procent.